# Hitlist Italia
Hitlist Italia è stato un programma televisivo italiano di genere musicale in onda su MTV Italia tra il 1997 e il 2011, che durante il weekend presentava la classifica degli album più venduti e dei singoli più venduti e scaricati della settimana, il tutto accompagnato dalla programmazione dei "video story", che riproponevano brani di successo degli anni passati.

## Storia
Caratterizzato per anni da un set minimale e una telecamera fissa, con l'avvento del producer Alessandro Badiali (proveniente da Total Request Live) il programma assunse una connotazione più spettacolare grazie ad un nuovo studio avveniristico, una nuova sigla (il remix di Splendido Splendente realizzato da Bottin), vennero introdotti giochi a premi via sms (si vincevano viaggi agli MTV Europe Music Awards, etc.), sondaggi, puntate tematiche, la possibilità di scegliere i "video story" da casa, venne rivista la formula che si concentrò solo sui 20 singoli e un riassunto dei cinque album e vennero introdotte interviste in esclusiva realizzate dai vj ad artisti come Justin Timberlake, Benjamin McKenzie del telefilm The O.C., Nelly Furtado, Fergie, Take That nonché la copertura del party di Dolce & Gabbana con una puntata speciale da Cannes.
Infine venne accentuata la chiave ironica e spensierata propria della rete con l'introduzione delle papere dei vj alla fine di ogni puntata e della rubrica "Hot List Italia", una finta rivista di gossip che proponeva gli scatti più brutti e imbarazzanti degli artisti in classifica (che in parte confluì nel programma Crispy News). Ben presto però, a causa di un drastico taglio di budget, molte delle novità delle edizioni precedenti vennero abbandonate. Tuttavia, venne introdotta la rubrica "Hitlist 4 you", che dava la possibilità ai telespettatori non solo di dedicare a qualcuno un proprio video preferito, ma anche di prendere parte in prima persona ad una puntata per dimostrare un proprio talento nascosto. Nel 2008 negli studi del programma sono stati anche ospitati artisti del mondo della musica come Irene Grandi, L'Aura, i Lost, i Dari, Nek, Giusy Ferreri, J-Ax, Emma, Negrita e Marracash.
Nel 2011 il programma trasloca nella sede di MTV Italia e viene modificata la formula: non solo il sabato, ma anche un'edizione giornaliera di un'ora, in onda dal lunedì al venerdì in cui, ogni giorno, vengono svelati i 50 singoli più venduti durante la settimana. A dicembre dello stesso anno, però, il programma viene bruscamente interrotto e nonviene più inserito nei palinsesti del canale. Tuttavia su MTV Music è ancora in onda la classifica dei singoli più venduti in Italia, con lo medesimo nome, ma senza alcuna interazione, né conduzione.

## Conduttori
L'ultima vj a condurre il programma è stata Valentina Correani, subentrata a Carolina Di Domenico che ha dovuto affrontare la maternità a partire da gennaio 2008. Nelle edizioni passate il programma è stato affidato ad altri vj della rete come Federico Russo, Daniele Bossari, Giorgia Surina, Carlo Pastore, Victoria Cabello e tanti altri. Nei mesi di dicembre 2006 e gennaio 2007 le puntate sono state presentate da vj d'eccezione come Dolcenera, J-Ax e Finley, Syria, Le Vibrazioni, Luca Dirisio e Flaminio Maphia.
Nella prima settimana di marzo 2007, a causa dei suoi impegni con la 57ª edizione del Festival di Sanremo, Carolina Di Domenico è stata sostituita da Francesco Mandelli.

## Hitlist in altri paesi
Di Hitlist Italia esisteva anche la versione spagnola chiamata Hit List España (che in certo periodo ha avuto la stessa sigla e la stessa veste grafica della versione italiana), quella inglese Hitlist UK, quella tedesca Hitlist Germany, quella portoghese Hitlist Pourtugal, quella romena Hitlist România e quella statunitense Hitlist US. Di queste è sopravvissuta solo la versione tedesca e inglese che, anch'essa, non presenta alcun conduttore dal 2003.
Per un breve periodo Hitlist Italia è stata trasmessa anche in Russia, dove la musica italiana godeva di una certa popolarità.

## Riconoscimenti
Nel febbraio 2009 Hitlist Italia si è aggiudicato il premio TvBlog Award nella categoria Miglior programma musicale.